# Anchor Brewing
Anchor Brewing Company war ein US-amerikanischer Hersteller von alkoholischen Getränken, der eine Brauerei und eine Brennerei im Stadtteil Potrero Hill in San Francisco, Kalifornien unterhielt. Die Produkte wurden in 49 Länder weltweit exportiert, darunter auch Österreich, Deutschland und die Schweiz.
Sie war eine der letzten Brauereien, die sogenanntes Steam Beer (deutsch „Dampfbier“, aber zu unterscheiden vom ursprünglichen deutschen Dampfbier) produziert. Steam Beer ist eine eingetragene Marke der Anchor Brewing Company. Als Anchor Distilling produziert das Unternehmen auch Gin und Rye Whiskey.

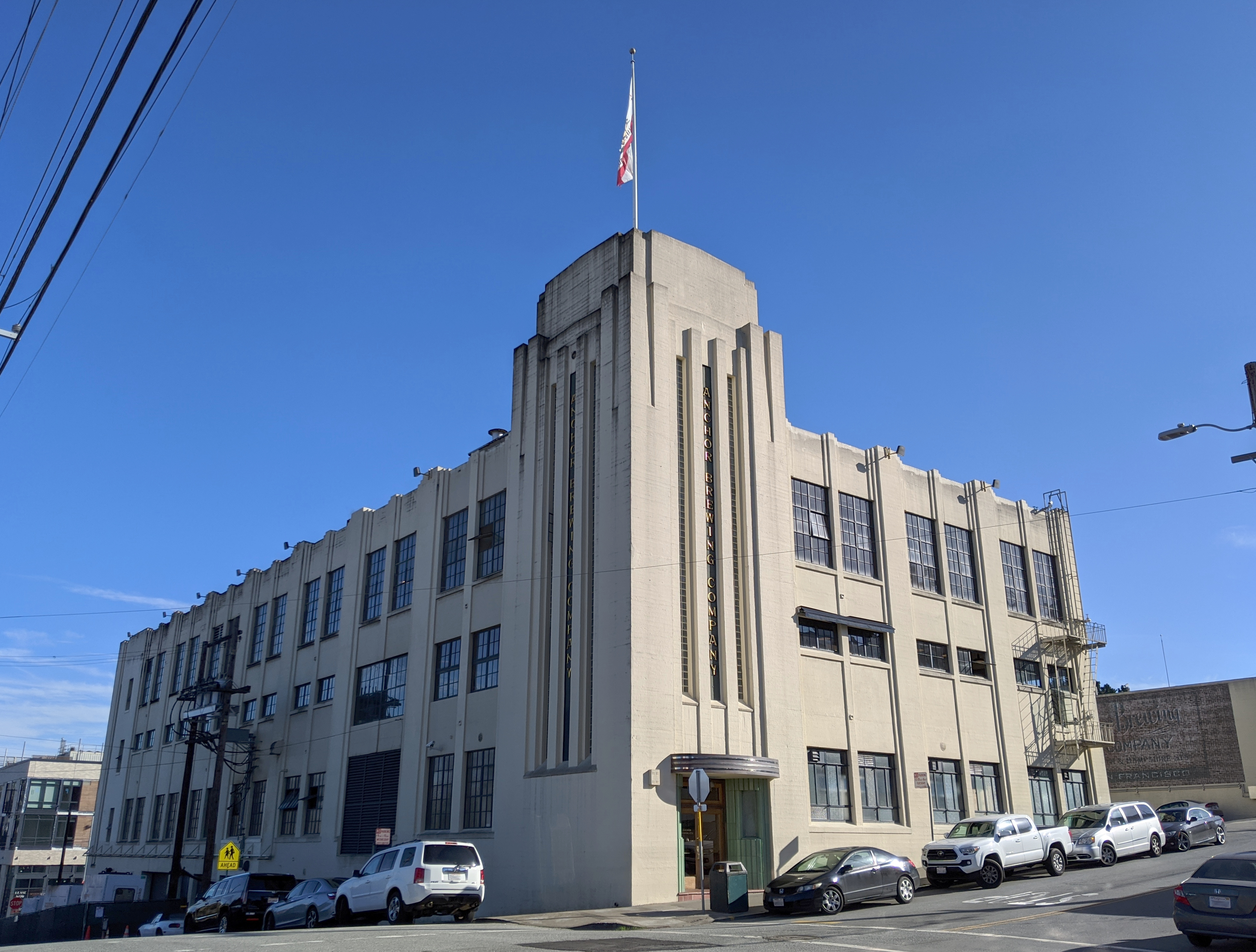
Gebäude der Anchor Brewing Company in Stadtteil Potrero Hill von San Francisco (2020)

## Geschichte
Mitte der 1860er-Jahre begannen die deutschen Einwanderer Otto Schinkel und Ernst F. Baruth, Bier an lokale Restaurants und Bars zu verkaufen, das sie in einer Brauanlage in San Francisco in der Pacific Avenue zwischen Larkin Street und Hyde Street herstellten. 1896 gründeten sie die Firma Anchor Brewing. Die Brauerei verkaufte anfangs nur sogenanntes Steam Beer von der Zapfanlage. Es wird vermutet, dass Steam Beer mit höheren Temperaturen fermentiert wurde und dass der Prozess aus der Zeit des Goldrausches stammt.
1965 wurde die Anchor Brewing Company von ihrem aktuellen Besitzer, Frederick Louis Maytag III., gekauft, als sie vor der Schließung stand. Maytag erwarb 51 Prozent der Firma für einige wenige tausend Dollar und kaufte die Brauerei später gänzlich. 1979 zog die Brauerei in ihre aktuellen Gebäude um.
Während der 1980er wurde Anchor Steam Beer in den USA national bekannt und der Konsum stieg von wenigen tausend Bierkästen, die traditionell erzeugt wurden, dramatisch an.

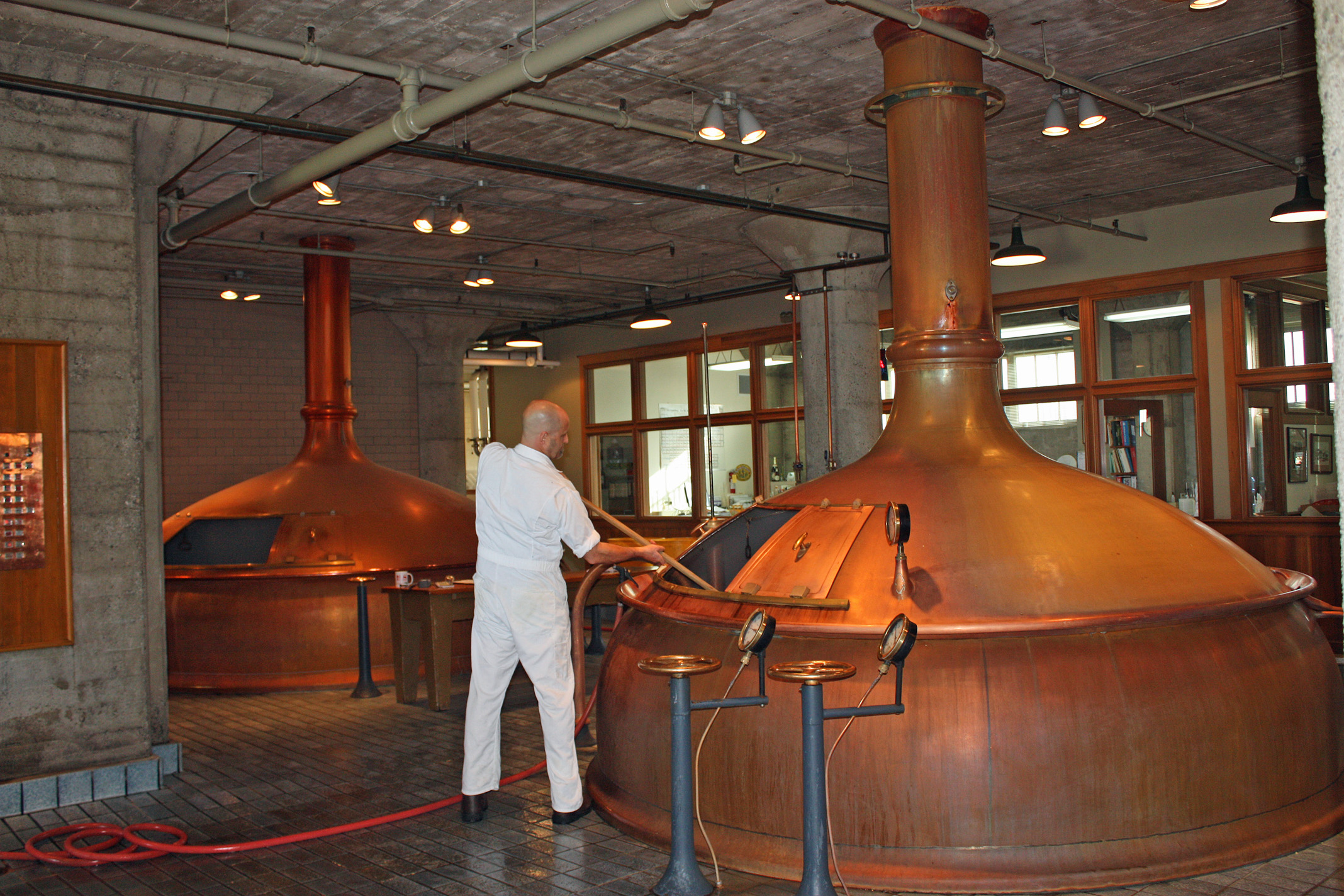
Sudhaus der Anchor Brauerei

1993 öffnete die Firma Anchor Distilling, eine Kleinbrennerei, am selben Ort wie die Brauerei und begann die Produktion eines Single-Malt-Whiskeys mit dem Namen Old Potrero, benannt nach dem Potrero Hill in San Francisco, in dessen Stadtteil sich die Destillerie befindet. Anchor war eine der ersten Brennereien, die für ein Revival des Rye Whiskeys in den Vereinigten Staaten sorgte. Anchor produzierte diese in Pot Stills und aus 100 % Roggen.
Mit Wirkung zum 31. August 2017 wurde die Brauerei an den japanischen Braukonzern Sapporo verkauft. Die Anchor Distilling ist nicht betroffen und ist zukünftig ein eigenständiges Unternehmen.
Im Juli 2023 wurde bekannt, dass die Brauerei aufgelöst wird. Die 61 Mitarbeiter wurden per 12. Juli 2023 gekündigt, das Brauen wurde bereits eingestellt.

## Produkte
Die Anchor Brewing Company stellte 2014 über ein Dutzend Biersorten her. Zudem wurden in der Zymaster-Serie limitierte Spezialbiere gebraut.
Die Biere wurden in einer einzigartigen Flasche verkauft. Die niedrige, bauchige Flasche mit 0,355 l Inhalt wurde zum Erkennungszeichen der Marke Anchor Brewing.
1997 begann die Brennerei, einen Gin herzustellen mit dem Namen Junípero – spanisch für Wacholder und eine Reverenz an Junípero Serra, eine wichtige Figur in der Geschichte von San Francisco und von Kalifornien. Kürzlich begann die Produktion eines Gins nach Genever-Art mit dem Namen Genevive mit den Zutaten Getreide, Gerste, Roggen und denselben Kräutern wie ihr Junípero-Gin.